# Kanton Trouy
Der Kanton Trouy ist seit 2015 ein französischer Kanton im Département Cher und in der Region Centre-Val de Loire. Er umfasst 23 Gemeinden aus den Arrondissements Bourges und Saint-Amand-Montrond. Bei der landesweiten Neuordnung der französischen Kantone wurde er 2015 neu geschaffen.

## Gemeinden
Der Kanton besteht aus 23 Gemeinden mit insgesamt 15.687 Einwohnern (Stand: 1. Januar 2022) auf einer Gesamtfläche von 465,54 km²:
| Gemeinde               | Einwohner 1. Januar 2022 | Fläche km² | Dichte Einw./km² | Code INSEE | Postleitzahl | Arrondissement       |
| ---------------------- | ------------------------ | ---------- | ---------------- | ---------- | ------------ | -------------------- |
| Annoix                 | 251                      | 11,79      | 21               | 18006      | 18340        | Bourges              |
| Arçay                  | 488                      | 18,32      | 27               | 18008      | 18340        | Bourges              |
| Chambon                | 154                      | 13,91      | 11               | 18046      | 18190        | Saint-Amand-Montrond |
| Châteauneuf-sur-Cher   | 1.362                    | 21,97      | 62               | 18058      | 18190        | Saint-Amand-Montrond |
| Chavannes              | 153                      | 24,06      | 6                | 18063      | 18190        | Saint-Amand-Montrond |
| Corquoy                | 199                      | 36,57      | 5                | 18073      | 18190, 18340 | Saint-Amand-Montrond |
| Crézançay-sur-Cher     | 62                       | 7,65       | 8                | 18078      | 18190        | Saint-Amand-Montrond |
| Lapan                  | 226                      | 10,50      | 22               | 18122      | 18340        | Bourges              |
| Levet                  | 1.367                    | 25,97      | 53               | 18126      | 18340        | Bourges              |
| Lissay-Lochy           | 226                      | 22,06      | 10               | 18129      | 18340        | Bourges              |
| Plaimpied-Givaudins    | 2.104                    | 40,51      | 52               | 18180      | 18340        | Bourges              |
| Saint-Caprais          | 757                      | 14,42      | 52               | 18201      | 18400        | Bourges              |
| Saint-Just             | 646                      | 15,12      | 43               | 18218      | 18340        | Bourges              |
| Saint-Loup-des-Chaumes | 285                      | 18,55      | 15               | 18221      | 18190        | Saint-Amand-Montrond |
| Saint-Symphorien       | 133                      | 9,54       | 14               | 18236      | 18190        | Saint-Amand-Montrond |
| Senneçay               | 451                      | 14,47      | 31               | 18248      | 18340        | Bourges              |
| Serruelles             | 67                       | 7,51       | 9                | 18250      | 18190        | Saint-Amand-Montrond |
| Soye-en-Septaine       | 582                      | 18,57      | 31               | 18254      | 18340        | Bourges              |
| Trouy                  | 4.034                    | 23,19      | 174              | 18267      | 18570        | Bourges              |
| Uzay-le-Venon          | 410                      | 34,60      | 12               | 18268      | 18190        | Saint-Amand-Montrond |
| Vallenay               | 694                      | 25,66      | 27               | 18270      | 18190        | Saint-Amand-Montrond |
| Venesmes               | 788                      | 31,76      | 25               | 18273      | 18190        | Saint-Amand-Montrond |
| Vorly                  | 248                      | 18,84      | 13               | 18288      | 18340        | Bourges              |
| Kanton Trouy           | 15.687                   | 465,54     | 34               | 1817       | –            | –                    |

## Veränderungen im Gemeindebestand seit der landesweiten Neuordnung der Kantone
2019: Fusion Corquoy und Sainte-Lunaise  → Corquoy

## Politik
| Vertreter im Departementrat | Vertreter im Departementrat     | Vertreter im Departementrat |
| Amtszeit                    | Namen                           | Partei                      |
| --------------------------- | ------------------------------- | --------------------------- |
| 2015–                       | Patrick Barnier Corinne Charlot | UD                          |